# Бор, Норман Лофтус
Норман Лофтус Бор (ирл. Norman Loftus Bor, 1893 — 1972) — ирландский ботаник.

## Биография
Норман Лофтус Бор родился 3 мая 1893 года в городе Трамор.
Бор реализовал важные ботанические экспедиции в Индии, где сосредоточил свои ботанические исследования на семействе Злаки.
Умер в 1972 году.

## Научная деятельность
Норман Лофтус Бор специализировался на семенных растениях.

## Почести
Род растений Borinda Stapleton был назван в его честь.